# Stotzingen-Mission
Die Stotzingen-Mission, auch Stotzingen-Neufeld-Expedition, war das Vorhaben des Deutschen Reichs, während des Ersten Weltkriegs einen Stützpunkt in Hudaida (Jemen) zu errichten, um die Erhebung islamischer Bevölkerungsgruppen im Sudan gegen die britische Besatzung einzuleiten und zu organisieren. Aufgrund des Ausbruchs der Arabischen Revolte im Juni 1916 musste die Mission bereits in der Anfangsphase abgebrochen werden. Es war der letzte Versuch des Deutschen Reichs, die einheimische islamische Bevölkerung in den Kolonien der Entente zu revolutionieren.

## Planung
Dem Deutschen Reich war es während des Ersten Weltkriegs kaum möglich, seine kolonialen Streitkräfte (Schutztruppe) mit Nachschub oder Verstärkung zu versorgen. Um wenigstens die Schutztruppe in Deutsch-Ostafrika zu entlasten, stellte Ende 1915 das Reichskolonialamt den Plan auf, die Volksstämme im Südsudan und in den Grenzländern Abessiniens gegen die Briten mithilfe von Geldmitteln aufzuwiegeln. Dazu sollte im Jemen eine Nachrichtenstelle errichtet werden, von wo aus die Verhandlungen mit einheimischen Mittelsmännern geführt sowie die Verteilung der Geldmittel koordiniert werden sollte. Dieser Plan fand Unterstützung beim Großen Generalstab und beim Auswärtigen Amt.
Nach Verhandlungen mit dem deutschen Militärattaché Otto von Lossow gewährte im Februar 1916 der osmanische Kriegsminister Enver Pascha die Ausführung dieses Plans, unter der Bedingung, dass die Mission zum Schutz von einem osmanischen Regiment begleitet wird. Derweil erweiterte der Generalstab den Plan um den Aufbau einer Funkstation. Bereits im Januar fanden in der Schweiz zwischen den Gesandten Gisbert von Romberg und Fuad Selim Verhandlungen bezüglich des Aufbaus einer Funkstation im Jemen statt. Die Absicht war eine Kommunikationsverbindung mit Addis Abeba herzustellen, um das Kaiserreich Abessinien für die Mittelmächte zu gewinnen. Ähnliche Missionen jeweils unter der Leitung von Leo Frobenius und Salomon Hall waren 1915 bereits gescheitert.

## Verlauf

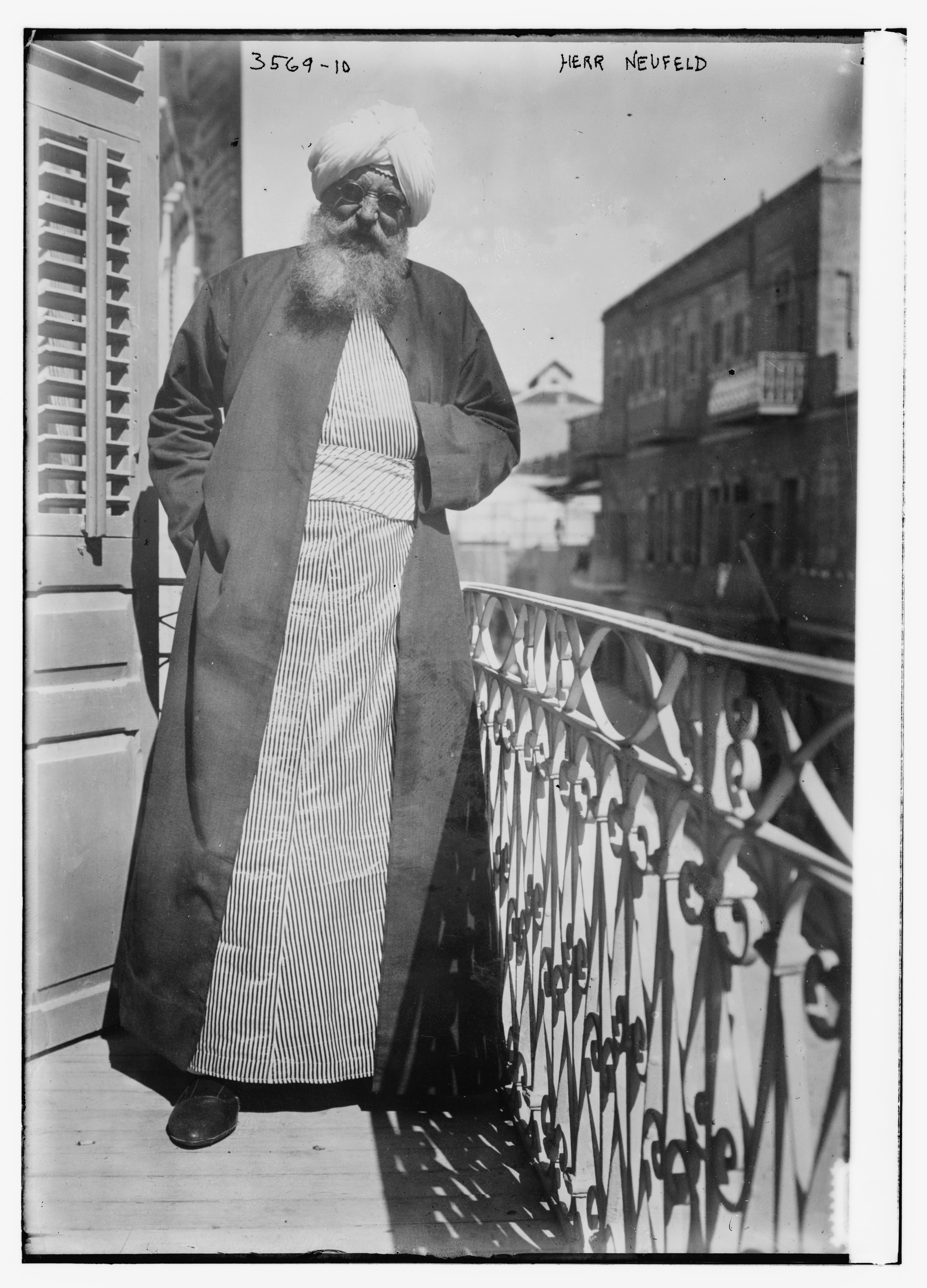
Karl Neufeld zwischen 1910 und 1915

Zum Leiter der Mission wurde Major Othmar von Stotzingen ernannt. Ihm unterstellt wurden Karl Neufeld, der bereits als Agent für Revolutionierungsvorhaben aktiv war, ein Vertreter des Auswärtigen Amtes, zwei Unteroffiziere zur Bedienung des Funkgeräts sowie ein arabischer Muttersprachler, der beauftragt war in Medina Propagandazeitungen herauszugeben. Später schloss sich noch ein Inder an. Die Mission reiste am 15. März 1916 aus Berlin ab und erreichte zwei Tage später Konstantinopel. Nach wochenlangen Vorbereitungen setzte die Mission ihre Reise fort. Das Vorhaben, eine Propagandazeitung in Medina herauszugeben, wurde von Enver Pascha untersagt und der Araber aus der Mission entlassen. In Aleppo schloss sich die Mission dem Regiment von Major Khayri Bey an, das die osmanischen Truppen im Jemen verstärken sollte, und erreichte am 16. April 1916 Damaskus. Dort verzögerte sich die Reise, da Cemal Pascha, Oberbefehlshaber und Gouverneur Syriens, von der Mission nicht in Kenntnis gesetzt wurde und auf Order aus Konstantinopel wartete.
Am 28. April 1916 setzte die Mission ihre Reise mit der Hedschasbahn fort nach al-ʿUla, der letzten Station vor Medina, die Nichtmuslime betreten durften (→ Haram). Dort trennte sich die Mission von Kari Beys Regiment und setzte die Reise mit Kamelen nach al-Wadschh fort und erreichte am 23. Mai 1916 Yanbu. Dort wartete die Mission auf die Ankunft einer Gruppe unter Kapitänleutnant Erwin von Möller, die aus der Internierung in Niederländisch-Indien geflohen war und versuchte, über Arabien die Heimat zu erreichen. Allerdings wurden Möller und seine Gruppe Ende Mai oder Anfang Juni 1916 durch Beduinen bei Dschidda ermordet.
Im Glauben, die Truppenentsendung Khayri Beys bezwecke die Verstärkung der osmanischen Präsenz im Hedschas, entschloss der Emir und Scherif von Mekka, Hussein ibn Ali, den für August 1916 geplanten Aufstand gegen die Osmanen vorzuverlegen. Am 5. Juni 1916 brach die Arabischen Revolte aus, worauf der Mission am 9. Juni 1916 die Rückkehr nach Damaskus befohlen wurde. Ein Teil der Mission reiste sofort ab und erreichte am 30. Juni 1916 Damaskus. Der Rest blieb mit der Ausrüstung samt Funkgerät zurück und wurde drei Wochen später bei der Abreise durch Beduinen überfallen. Dieser Überfall ist in T. E. Lawrences Werk Die sieben Säulen der Weisheit beschrieben:

“Behind the Ashraf came the crimson banner of our last tribal detachment, the Rifaa, under Owdi ibn Zuweid, the old wheedling sea-pirate who had robbed the Stotzingen Mission and thrown their wireless and their Indian servants into the sea at Yenbo. The sharks presumably refused the wireless, but we had spent fruitless hours dragging for it in the harbour. Owdi still wore a long, rich, fur-lined German officer's greatcoat, a garment little suited to the climate but, as he insisted, magnificent booty.”

„Hinter den Aschraf folgte das rote Banner des letzten zu einer Truppe geordneten Stammes, der Rifaa unter Audi ibn Suweid, dem pfiffigen alten Piraten, der die Mission Stotzingen ausgeraubt und ihr Funkgerät samt der indischen Bedienungsmannschaft bei Janbo ins Meer geworfen hatte.  Die Haie werden vermutlich das Funkgerät verschmäht haben, aber wir hatten manch nutzlose Stunde verbracht mit dem Versuch, es wieder herauszufischen. Audi trug noch einen langen, dicken, pelzbesetzten deutschen Offiziersmantel, eine reichlich unzweckmäßige Bekleidung für dieses Klima, aber, wie er geltend machte, ein prächtiges Beutestück.“